# Lighttpd
lighttpd (la pronuncia, in inglese è "lighty") è un web server progettato per essere sicuro, veloce, fedele agli standard e flessibile, essendo ottimizzato per ambienti con problemi di velocità (come, ad esempio, macchine legacy). Il suo piccolo ingombro di memoria (rispetto ad altri web server), il suo leggero carico sulla CPU e i suoi obiettivi di velocità rendono lighttpd adatto a server con problemi di carico, o per servire contenuti statici separatamente da quelli dinamici.
lighttpd è software libero e Open Source, distribuito sotto licenza BSD. lighttpd gira su GNU/Linux e altri sistemi operativi Unix-like, e su Microsoft Windows. Sotto Windows, può essere facilmente gestito attraverso il programma stand-alone Lighty Tray.

## Caratteristiche
- Bilanciamento del carico FastCGI, SCGI e supporto HTTP-proxy
- Supporto chroot
- Web server basato su select()-/poll()
- Supporto per schemi di notifica eventi più efficienti come kqueue ed epoll
- Riscrittura degli URL in base a condizioni (mod_rewrite)
- Supporto SSL e TLS, via OpenSSL.
- Autenticazione su server LDAP
- Statistiche rrdtool
- Download basato su regole, con possibilità di uno script per il supporto della sola autenticazione
- Supporto SSI
- Hosting virtuale flessibile
- Supporto di moduli
- Cache Meta Language (al momento sostituito da mod_magnet)
- Supporto WebDAV minimale
- Supporto delle servlet (AJP), nelle versioni 1.5.x e superiori
- Compressione HTTP utilizzando mod_compress e il più recente mod_deflate (1.5.x)

## Supporto di applicazioni
lighttpd supporta le interfacce FastCGI, SCGI e CGI verso i programmi esterni, permettendo ad applicazioni scritte in qualunque linguaggio di programmazione di essere utilizzate sul server. Come linguaggio particolarmente diffuso, php ha ricevuto particolare attenzione. Il FastCGI di lighttpd può esser configurato per supportare php con le opcode caches (come APC) in maniera corretta ed efficace. Inoltre, ha ricevuto attenzioni dalle comunità dei linguaggi Ruby on Rails e Lua.

## Utilizzi di Lighttpd
Lighttpd è stato recentemente inserito nella Web Server Survey di Netcraft Archiviato il 30 aprile 2013 in Internet Archive.. Nella Web Server Survey di aprile lighttpd risulta utilizzato da 1,38 milioni di siti, circa l'1,2% del totale, una quota ancora molto modesta se comparata al 59% di Apache e al 31% di Internet Information Server.